# Clear Lake (Iowa)
Clear Lake is een plaats (city) in de Amerikaanse staat Iowa, en valt bestuurlijk gezien onder Cerro Gordo County.

## Demografie
Bij de volkstelling in 2000 werd het aantal inwoners vastgesteld op 8161. In 2006 is het aantal inwoners door het United States Census Bureau geschat op 7889, een daling van 272 (-3,3%).

## Geografie
Volgens het United States Census Bureau beslaat de plaats een oppervlakte van 33,7 km², waarvan 27,0 km² land en 6,7 km² water.

## Plaatsen in de nabije omgeving
De onderstaande figuur toont nabijgelegen plaatsen in een straal van 20 km rond Clear Lake.